# Спасённое имя (фильм)
«Спасённое имя» — советский художественный фильм режиссёра Виталия Дёмина по повести молдавского писателя Константина Шишкана «Тайна Белого дракона» (1966). Позже на основе сценария фильма К.Шишкан написал повесть «Спасенное имя» с тем же сюжетом, но значительно отличающуюся в деталях от первоначальной повести.

## Сюжет
Гришка — внук подпольщика Самсона Хамурару, решился на собственное расследование, чтобы восстановить доброе имя деда, которого считают погубившим в годы войны партизанский отряд.

## В ролях
- Валерий Зубарев — Гришка Хамурару
- Саша Саранов
- Толя Алферов
- Андрей Григорьев — мальчик со шрамом
- Серёжа Попа
- Оля Цуркан
- Серёжа Цуркан
- Слава Павлов
- Владимир Козел — Арион Круду
- Виктор Бурхарт — Морозан, предатель
- Анатолий Кубацкий — Кайтан
- Владимир Дорофеев — дед Иким
- Паул Буткевич — немецкий офицер
- Константин Константинов — водовоз
- Марта Бабкина — Родика
- Юлиан Кодэу — Самсон Хамурару
- Ливия Шутова — Анна
- Анатолий Скороход — председатель колхоза
- Мефодий Апостолов — член правления колхоза

## Съёмочная группа
- Режиссёры: Виталий Дёмин, Дмитрий Моторный
- Сценарист: Константин Шишкан
- Композиторы: Микаэл Таривердиев, Эдуард Хагагортян
- Оператор: Александр Бурлака